# Урсаєво
Урса́єво (рос. Урсаево, башк. Урсай) — присілок у складі Шаранського району Башкортостану, Росія. Входить до складу Акбарісовської сільської ради.
Населення — 106 осіб (2010; 99 у 2002).
Національний склад:
- марійці — 98 %